# Rededja

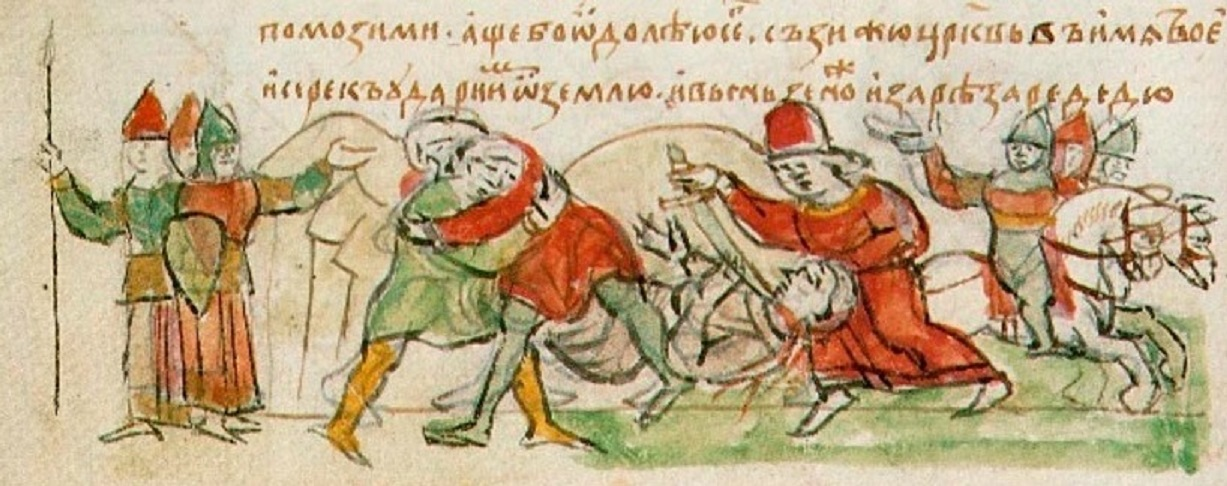
Kampf zwischen Rededja und Mstislaw

Rededja, Rededey oder Ridade (?–1022; tscherkessisch: Рэдэдэй, Ридэд; russisch: Редедя) war ein mittelalterlicher tscherkessischer König. Er soll sich durch seine körperliche Stärke ausgezeichnet haben und erhielt den Spitznamen „Giant Rededey“. Er ist bekannt für sein Duell mit dem russischen Fürsten Mstislaw. Der russische Fürst Mstislaw betrog im Duell und tötete Rededey mit einem Dolch. Das Duell fand im Jahr 1022 statt.